# Most Burzowy
Most Burzowy (Flutschleusen Brücke), to most położony we Wrocławiu, w rejonie osiedla Ołbin, przerzucony nad Kanałem Miejskim, w 3+300 km biegu Starej Odry, a 0+050 km kanału Kanału Miejskiego. Most ten stanowi integralną część budowli hydrotechnicznej – Bramy Przeciwpowodziowej – i służy jako przeprawa techniczna na potrzeby obsługi tej budowli oraz Jazu Psie Pole, a także udostępniony jest jako lokalna przeprawa – kładka dla pieszych i rowerzystów – z terenu osiedla na groblę rozdzielającą Kanał Miejski od Starej Odry, na koronie której przebiega Ulica Pasterska. Stopień Wodny Psie Pole został zbudowany w latach 1892–1897 w ramach budowy nowej drogi wodnej, tzw. Drogi Wielkiej Żeglugi, Miejskiego Szlaku Żeglugowego.
Prawy brzeg stanowi grobla rozdzielająca Kanał Miejski od Starej Odry. Natomiast lewy brzeg to obszar przynależny do osiedla Ołbin.
Most oparty jest na przyczółkach stanowiących jednocześnie przyczółki śluzy wodnej – przeciwpowodziowej. Oprócz funkcji komunikacyjnej, most stanowi przede wszystkim podstawę, na której oparto szyny jezdne zasuwy stalowej Bramy Przeciwpowodziowej. Na nim ułożone są tory: wzdłuż mostu, umożliwiające schowanie zasuwy (otwarcie śluzy) we wnęce przyczółka, oraz krótkie tory poprzeczne, umożliwiające wsparcie zasuwy na dwóch przeciwległych kierunkach w zależności od kierunku naporu wody (piętrzenia wody).
Pomost mostu posiada nawierzchnię wykonaną z drewna. Balustrady wykonane są ze stali. Konstrukcja mostu wykonana jest w technologii połączeń nitowych blach i kształtowników stalowych. Prześwit pod mostem przy normalnym poziomie piętrzenia wynosi 4,34 m, natomiast przy maksymalnym poziomie piętrzenia wynosi 3,80 m.